# کشتار کانگوروها در پارک ادن

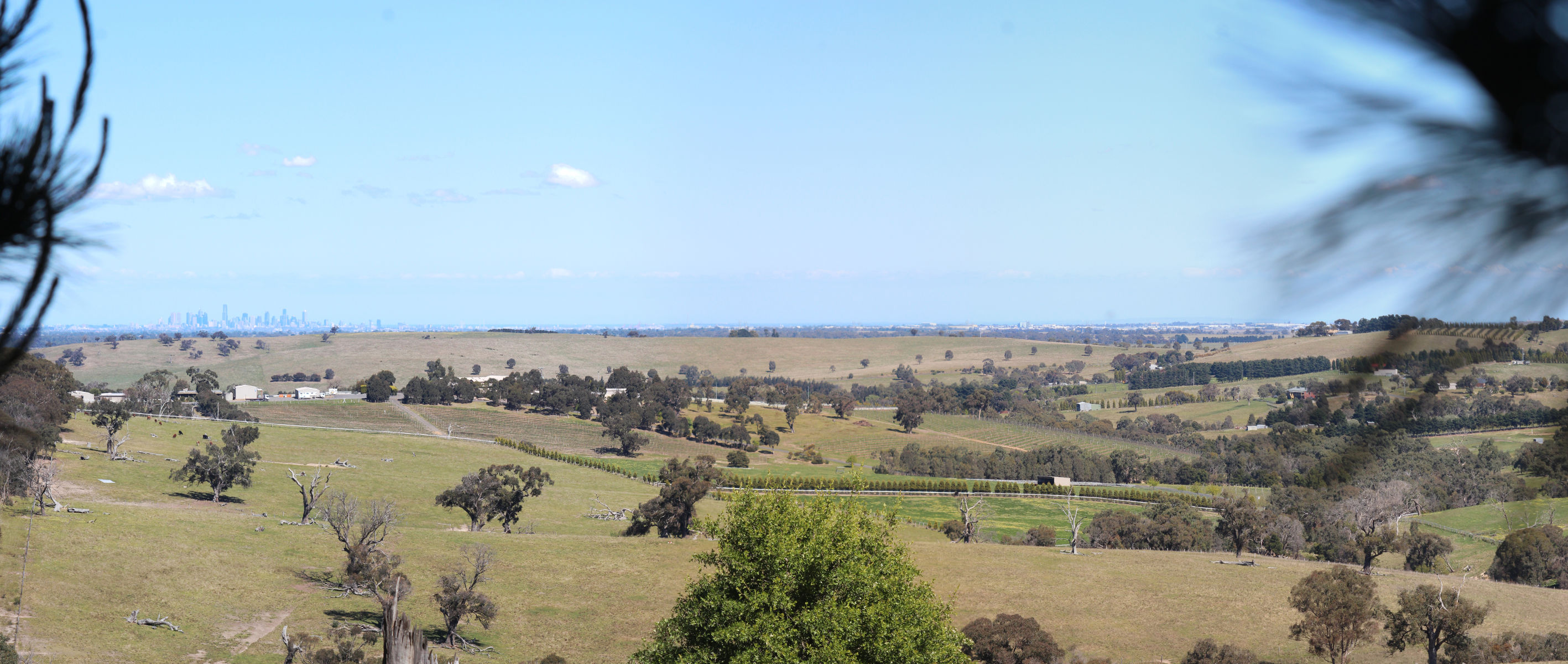
پرورش اسب و مزرعه اسب NMIT Northern Lodge در Eden Park با چشم‌انداز مرکز تجاری ملبورن

در اکتبر ۲۰۱۰، مؤسسه TAFE شمال ملبورن (NMIT) از وزارت پایداری و محیط زیست ویکتوریا درخواست مجوز ۱۲ ماهه برای معدوم‌سازی ۳۰۰ کانگوروی خاکستری شرقی در تاکستان و مزرعه ۳۲۰ هکتاری Eden Park و همچنین پرورشگاه اسب Northern Lodge خود را ارائه داد و این مجوز را دریافت کرد. NMIT ادعا کرد که بیش از ۱۵۰۰ کانگورو برای چراگاه با هم رقابت می‌کردند و به حصارها، تاکستان‌ها و تورهای ماهیگیری آسیب می‌زدند.
این مجوز بر اساس قانون حیات‌وحش (۱۹۷۵) صادر شد، پس از آنکه مؤسسه NMIT از گروه مدیریت حیات‌وحش Ecoplan خواست تا یک ارزیابی مستقل انجام دهد. این ارزیابی پیشنهاد کرد که به مدت سه سال، سالانه ۳۰۰ کانگورو از جمعیت منطقه حذف شوند. گزارش Ecoplan برآورد کرد که حدود ۷۱۰ کانگورو (با اختلاف احتمالی ۷۰ رأس) در این ملک حضور دارند و پیشنهاد داد که طی سه سال، در مجموع ۹۰۰ کانگورو حذف شوند. همچنین در این گزارش توصیه شده بود که شمارش سالانه جمعیت کانگوروها در ماه‌های ژوئن یا ژوئیه انجام شود.

## مخالفت

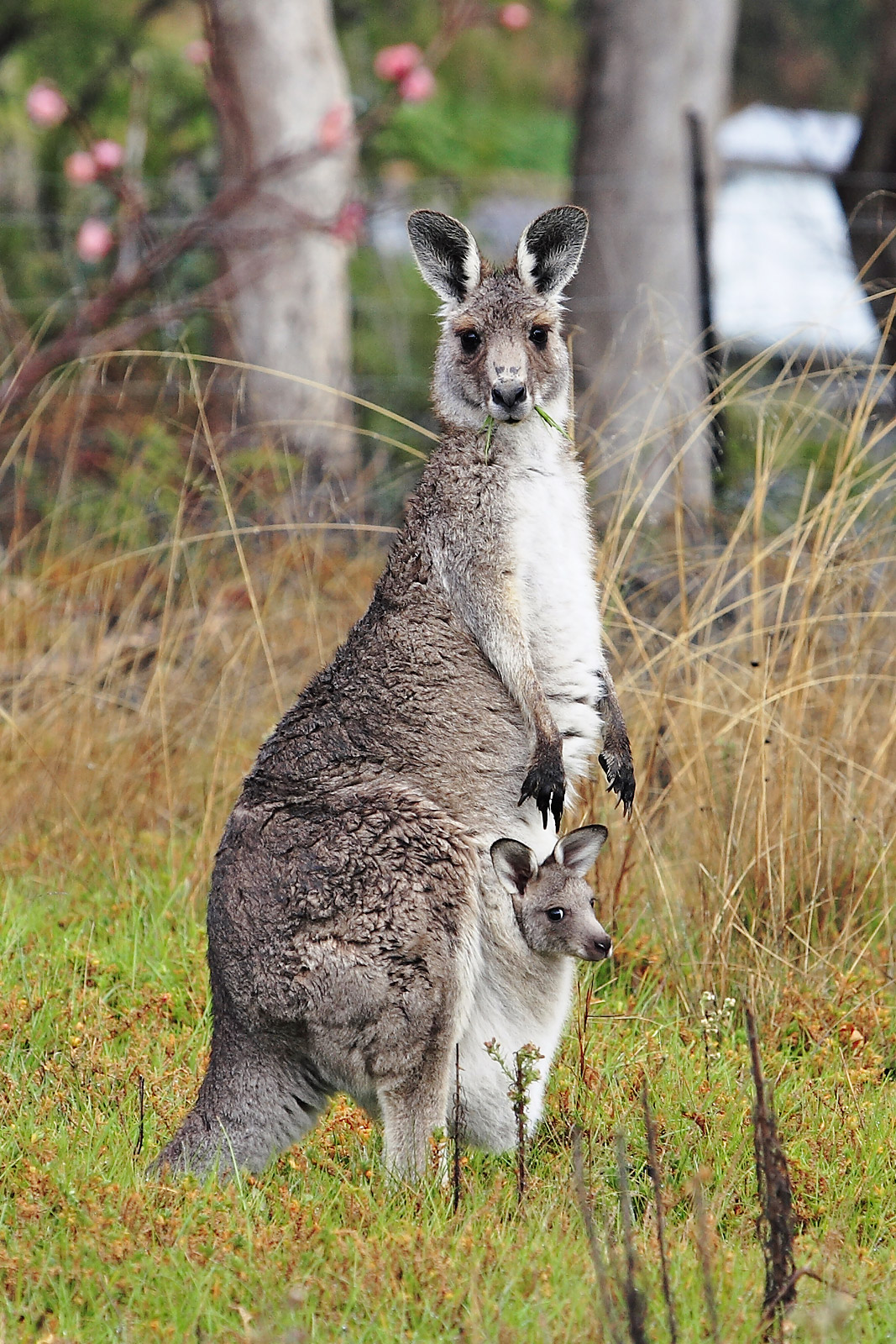
کانگوروی خاکستری شرقی با جویی

چند تن از ساکنان ایدن پارک و اعضای انجمن استرالیایی حامیان کانگوروها بلافاصله خواستار بازنگری در روند حذف جمعیت کانگوروها شدند و این پرسش را مطرح کردند که آیا روش‌های غیرکشنده برای کنترل جمعیت کانگوروها به‌طور مؤثر آزمایش شده‌اند یا خیر.
در دسامبر ۲۰۱۰، اداره پایداری و محیط زیست ویکتوریا از تصمیم به صدور مجوز برای حذف جمعیت کانگوروها دفاع کرد؛ سخنگویی اعلام کرد که افزایش جمعیت کانگوروها ممکن است خطرات ایمنی عمومی در اطراف جاده‌ها و مناطق شهری ایجاد کند و حذف جمعیت تنها آخرین راه‌حل بوده است.
عملیات حذف جمعیت کانگوروها با مخالفت ساکنان، شورای ویتلسیا و اعضای انجمن استرالیایی حمایت از کانگوروها مواجه شد و آن‌ها با برگزاری تظاهرات و نگهبانی ۲۴ ساعته در بیرون از ملک ایدن پارک، اعتراض خود را نشان دادند.
در فوریه ۲۰۱۱، شورای ویتلسیا به‌طور یک‌صدا رأی داد تا از اداره پایداری و محیط زیست خواسته شود عملیات حذف جمعیت کانگوروها را متوقف کند. ایدن پارک به‌عنوان یک ملک روستایی طبقه‌بندی شده است، به این معنا که شورا نمی‌تواند استفاده از سلاح‌های گرم در این ملک را از طریق طبقه‌بندی منطقه به‌عنوان یک منطقه پرجمعیت کنترل کند. چهار نفر از پنج نماینده محلی پارلمان نیز از دولت ایالتی خواستند تا عملیات حذف را متوقف کند.
در مارس ۲۰۱۱، معترضان یک شب‌زنده‌داری شبانه‌روزی در ملک ادن پارک آغاز کردند و تهدید کردند که برای جلوگیری از کشتار، مداخله فیزیکی خواهند کرد.
پروفسور استیو گارلیک از مرکز تحقیقات پایداری در دانشگاه سان‌شاین کوست، در ۱۳ سپتامبر ۲۰۱۱، گزارش اکوپلن و کشتار کانگوروها را مورد انتقاد قرار داد:
به عنوان متخصص در رفتار کانگورو، پایایی محیط زیست و آموزش عالی، من گزارش آقای والترز را در دسامبر گذشته برای انجمن استرالیایی حمایت از کانگوروها بررسی کردم. ارزیابی من این بود که گزارش Ecoplan هیچ مدرک علت‌مند یا پشتیبانی‌کننده‌ای برای توجیه نتیجه‌گیری مهم خود دربارهٔ وضعیت کانگوروها در Northern Lodge ارائه نمی‌دهد. این گزارش توصیه‌هایی ارائه می‌کند که با مشاهدات و نکات خود آن مغایرت دارد، با ارزش‌های آموزشی مورد حمایت NMIT هم‌خوانی ندارد و هیچ ارزیابی هزینه-فایده‌ای از گزینه‌های دیگر انجام نداده است. این گزارش فاقد اعتبار تحلیلی و اخلاقی است و به عنوان سندی که به دنبال نابودی جان موجودات حساس و فرزندان وابسته آن‌هاست، باید به‌طور کامل نادیده گرفته شود زیرا فاقد بنیاد اخلاقی است.
انجمن استرالیایی حمایت از کانگوروها از رایمند مجادوِش، مشاور اکولوژیست اهل باترست، خواست تا گزارش Ecoplan را بررسی کند. آقای مجادوِش گفت این طرح صرفاً برای توجیه شکار کانگوروها تهیه شده و «هیچ روش علمی، داده، تحلیل دقیق و مدرکی در آن دیده نمی‌شود… بازبین نمی‌تواند به نتایج یا نتیجه‌گیری‌های آن اطمینان داشته باشد». وزیر محیط زیست و اداره پایداری و محیط زیست تاکنون در مورد بررسی گزارش Ecoplan اظهارنظری نکرده‌اند.